# مركز جيه دبليو ماريوت المالي العالمي
مركز جيه دبليو ماريوت المالي العالمي ناطحة سحاب شاهقة ب 102 طابق وبارتفاع 431 م (1,414 قدم) في تشونغتشينغ، الصين. وقد مر التصميم من خلال تصاميم عدة، مما تتطلب هدم قاعدة لتصميم سابق من هذا المشروع.